# Larsen-Schelfeis
Koordinaten: 67° 30′ S, 62° 30′ W

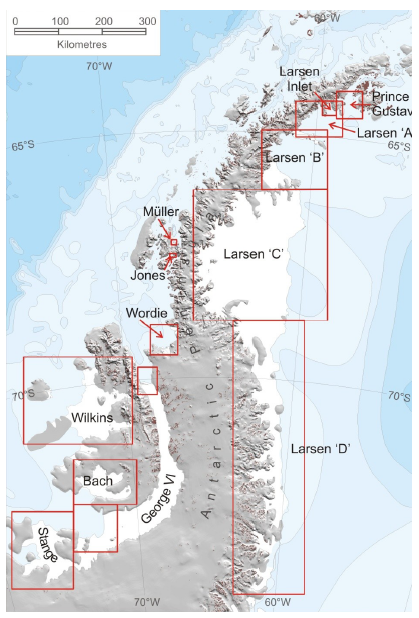
Das Larsen-Schelfeis an der Ostküste der Antarktischen Halbinsel wird von Nord nach Süd den vier Gebieten Larsen A bis Larsen D zugeordnet (Schelfeislage 2009)

Das Larsen-Schelfeis ist ein langgezogenes Eisschelf im westlichen Teil des Weddell-Meeres entlang der Ostküste der Antarktischen Halbinsel, das bis zur Smith-Halbinsel reicht. Es ist nach dem norwegischen Kapitän Carl Anton Larsen benannt, der im Dezember 1893 mit der Jason an dem Schelfeis entlang segelte, und wurde in vier Abschnitte unterschieden.
Die von Nord nach Süd aufeinanderfolgenden Gebiete werden Larsen A, Larsen B, Larsen C und Larsen D genannt.
Die Gebietsgrenzen orientieren sich an großen Meeresbuchten im Küstenverlauf. Hierbei wird Larsen A der nördlichsten und kleinsten, Larsen B der folgenden mittleren bis zur Jason-Halbinsel und Larsen C der angrenzenden größten dieser Buchten zugeordnet, während Larsen D das anschließende und dem Südpol nächstliegende Gebiet mit zahlreichen kleineren Einbuchtungen der Antarktischen Halbinsel als längsten Abschnitt umfasst.
Das Eisschelf Larsen A zerfiel 1995, Larsen B zerbrach 2002, von Larsen C brach 2017 ein erheblicher Teil ab (siehe Eisberg A-68).

## Lage, Ausdehnung und Anteile
Den antarktischen Kontinent bedeckt derzeit fast vollständig eine mächtige Eisschicht, die als antarktischer Eisschild die größte Eismasse der Erde darstellt und über zwei Drittel ihres Süßwassers bindet. Über Eisströme und Gletscher fließt das Inlandeis allmählich zur Küste hin ab und schiebt sich bis ins Meer. Die dabei weiterhin verbundene Eisplatte über dem Kontinentalschelf wird als Schelfeis bezeichnet, das auf dem Meer schwimmt, jedoch kein Meereis ist. An der Ostküste der Antarktischen Halbinsel, deren Nordende dem Südpol am fernsten ist, liegt das Larsen-Schelfeis.
Bis in die zweite Hälfte des 20. Jahrhunderts erstreckte sich das Larsen-Schelfeis vom Prinz-Gustav-Kanal zum Kap Fiske, reichte also über zehn Breitengrade. In den späten 1980er Jahren hatte die Schelfeisfläche zwischen der Küstenlinie und der Schelfeiskante von mehr als 1100 km Länge eine Ausdehnung von etwa 87.000 km². Damals entfielen rund 3.000 km² auf Larsen A, 12.000 km² auf Larsen B, 50.000 km² auf Larsen C und 22.000 km² auf Larsen D. Ende der 2010er Jahre betrug die flächenmäßige Ausdehnung des Larsen-Schelfeises noch 68.000 km², nach dem Zerfall der Eisschelfe Larsen A und B sowie dem Rückzug der Schelfeisfront Larsen C.

### Zerfall infolge der globalen Erwärmung

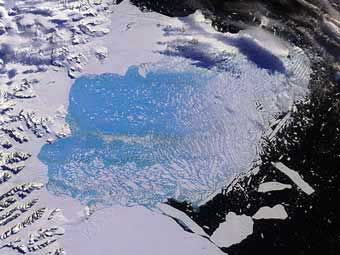
Im Februar 2002 zerfiel das Eisschelf Larsen B größtenteils, zum ersten Mal seit der letzten Kaltzeit.

Das Eisschelf Larsen A zerfiel Anfang 1995 innerhalb weniger Wochen, das von Larsen B zerfiel im Februar 2002 in wenigen Tagen. Im Januar 2005 betrug die Larsen-Schelfeisfläche etwa 78.500 km²; 2009 waren es rund 76.000 km², Larsen A hatte noch etwa 400 km², Larsen B etwa 2.400 km² Schelfeis. Die beiden Zerfallsereignisse mit rascher Fragmentation sind insofern ungewöhnlich, als Eisschelfe im Normalfall dadurch zurückgehen, dass sie abschmelzen oder Eisberge „kalben“. Grund des Rückgangs ist ein regionales Ansteigen der jährlichen atmosphärischen Durchschnittstemperatur im Bereich des nördlichen Larsen-Schelfeises, das seit den 1940er Jahren beobachtet wird. Dieser Anstieg von etwa 0,5 °C pro Jahrzehnt wird auf die verstärkte Antarktische Oszillation (AAO; englisch auch Southern Hemisphere Annular Mode) – eine Folge der durch Treibhausgase bedingten globalen Erwärmung – zurückgeführt, die im Sommer an der Antarktischen Halbinsel ablandig blasende warme Föhnwinde verursacht. Falls die Erwärmung anhält, kann das Schelfeis von Larsen C bald nach ähnlichem Muster zurückgehen. Im Juli 2017 brach eine riesige Eisplatte ab, etwa ein Achtel des Eisschelfs Larsen C, womit einer der größten bislang beobachteten Eisberge entstand, A-68 genannt.

### Larsen A
Das Gebiet Larsen A liegt zwischen dem Kap Longing (64° 33′ S, 58° 49′ W) am Prinz-Gustav-Kanal und der Robertson-Insel im Süden. 1961 hatte das Eisschelf Larsen A eine Ausdehnung von rund 4.000 km²; es blieb bis zu den 1980er Jahren relativ stabil und ging dann schrittweise zurück. Anfang des Jahres 1995 zerfielen binnen weniger Wochen etwa 2.000 km² von Larsen A in tausende kleinere Eisberge.
Im selben Jahr verschwand auch das kleinere benachbarte Prinz-Gustav-Eisschelf zwischen der Longing-Halbinsel und der James-Ross-Insel und gab den Prinz-Gustav-Kanal frei. Es war das nördlichste Eisschelf der Antarktischen Halbinsel beziehungsweise Antarktikas und das erste mit Zeichen des Rückgangs, schon seit den Aufzeichnungen 1957 von rund 1600 km². Vieles spricht dafür, dass es mit dem Larsen-Schelfeis verbunden war und erst in den späten 1940er Jahren separiert wurde.
Ein kleiner, vom Rogosch-Gletscher gespeister Rest, der auch Seal Nunataks-Eisschelf genannt wird, verblieb zwischen Festland und Robertson-Insel (→ Seal Nunataks). Das Seal Nunataks-Eisschelf verliert weiter Eis, 2013 betrug seine Fläche 743 km².

### Larsen B

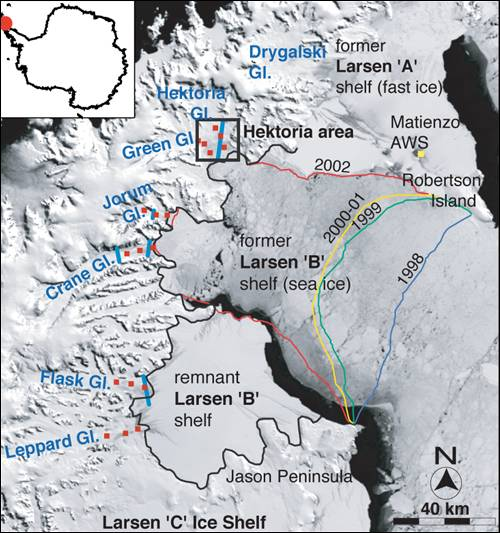
Lage nach dem Zerfall des Eisschelfs in Larsen B, Linien der Schelfeiskanten von 1998 bis 2002 eingezeichnet

Das Gebiet Larsen B erstreckt sich von der Robertson-Insel im Norden bis zur Jason-Halbinsel im Süden. 1963 hatte das Eisschelf Larsen B eine Ausdehnung von etwa 12.000 km². Es blieb länger stabil als das nördlich benachbarte Eisschelf, auch wenn neben mehreren kleineren ein sehr großer (ca. 1700 km²) Tafeleisberg 1995 abbrach. Danach folgte in ähnlichem Muster wie bei Larsen A ein Rückgang, der schließlich in einem überaus raschen Zerfall gipfelte, bei dem etwa 3.250 km² von Larsen B innerhalb weniger Tage im Februar 2002 aufbrachen.
Bis dahin war das Eisschelf Larsen B während des gesamten Holozäns, über 10.000 Jahre, dauerhaft stabil gewesen. Nach dem weitgehenden Zusammenbruch des Schelfeises verblieben etwa 2.400 km² im südlichen Teil an der Jason-Halbinsel. Dieser Rest, auch Scar Inlet-Eisschelf genannt, verliert weiter Eis, im Jahr 2012 betrug seine Fläche noch 1870 km². Im übrigen Küstenabschnitt von Larsen B führte das Fehlen des Eisschelfs zu einem beschleunigten Abfluss der dahinter befindlichen Eisströme ins Meer; bis zu achtfach höhere Fließgeschwindigkeiten wurden am Hektoria-Gletscher gemessen. 2011 wurden die Gletscher vorübergehend durch mehrjähriges Festeis stabilisiert, das 2022 jedoch innerhalb weniger Tage zerbrach. In der Folge nahm der Gletscherfluss wieder stark zu, der Hektoria-Gletscher zog sich mit 23 km in 1,5 Jahren außerordentlich schnell zurück.
Durch die Auflösung des Eisschelfs wurde im Meer ein chemotrophes Ökosystem zugänglich, das sich vom Sedimenten nährt und vor allem aus einer Matte von Bakterien und Muscheln besteht.

### Larsen C

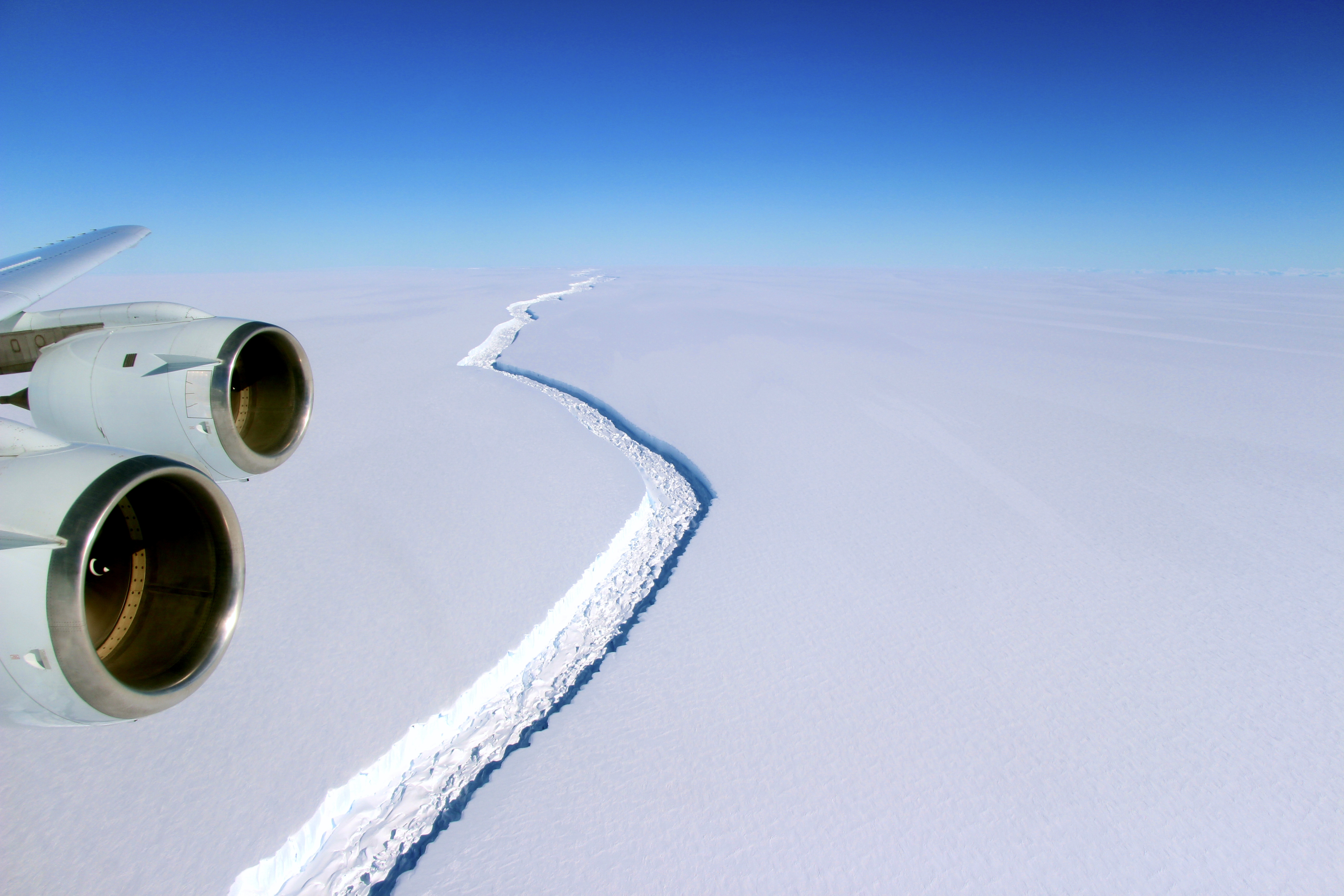
Riss im Eisschelf Larsen C (November 2016)

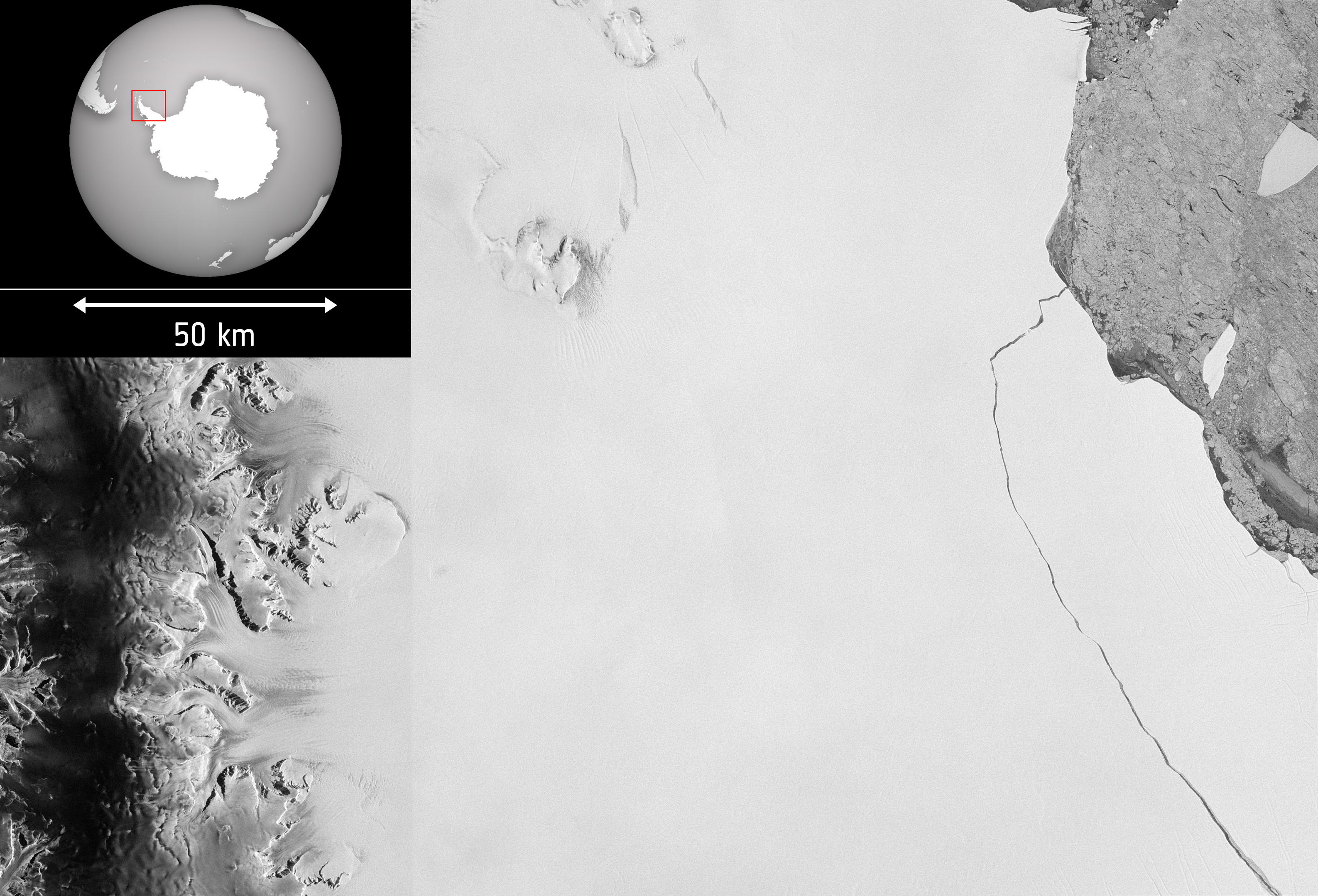
Larsen C am 12. Juli 2017, Aufnahme des Sentinel-1-
Erdbeobachtungssatelliten

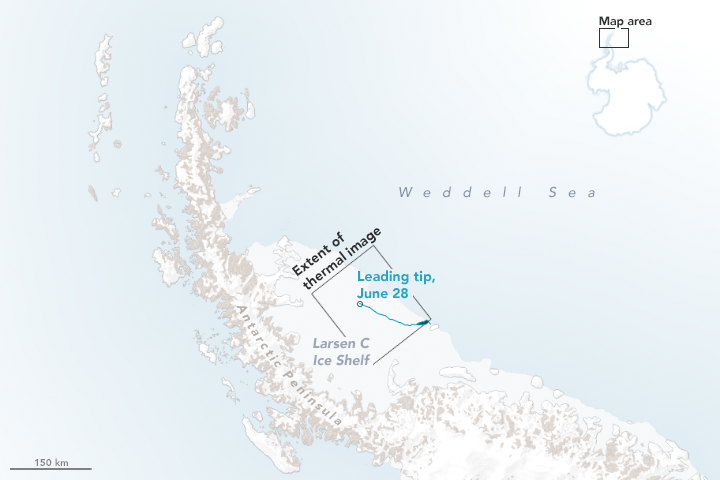
Der Riss begann nördlich von Gipps Ice Rise, wo sich südlich Larsen D anschließt.

Das Gebiet Larsen C erstreckt sich von der Jason-Halbinsel im Norden bis zur Gipps Ice Rise im Süden, wo Larsen D anschließt. Das Eisschelf Larsen C ist das größte an der Ost- wie der Westküste der Antarktischen Halbinsel. Es hatte 1975 eine Ausdehnung von etwa 58.000 km², verlor bis 1988 – vor allem 1986 durch Abbrechen zweier riesiger Eisplatten von ca. 6520 km² und ca. 1260 km² – knapp 8.000 km² und zeigte in den folgenden Jahrzehnten keinen wesentlichen Flächenverlust. Mitte 2016 fiel ein tiefer Riss auf, der sich bis November auf knapp 100 m verbreiterte und im Weiteren auf über 100 km verlängerte. Im Juli 2017 brach schließlich das etwa 5.800 km² große Teil des Eisschelfs Larsen C ab, verkleinerte dessen Fläche um etwa 12 % und wurde ein Tafeleisberg von zweifacher Größe Luxemburgs. Das Bruchstück mit einer Masse von rund einer Billion Tonnen – einer Wassermasse größer als die des Ladogasees, des größten Sees in Europa – erhielt die Bezeichnung A-68; es zählt zu den größten bisher beobachteten Eisbergen. Nach der Ablösung wurde befürchtet, es könne zur Destabilisierung des Eisschelfs Larsen C kommen, womöglich zu dessen Zerfall.
Im Unterschied zum Kalben kleinerer Eisberge kann ein Rückgang der Bruchkante mit Ablösung sehr großer Eistafeln ein Anzeichen zunehmender Destabilisierung des antarktischen Eises sein. Damit kann auch ein Meeresspiegelanstieg einhergehen. Schelfeis als solches, das schon auf dem Meer schwimmt, trägt nicht zum Meeresspiegelanstieg bei. Doch können Ablösungen und Abschmelzungen die Masse eines am Grund aufsetzenden Eisschelfs verringern sowie sich auflösende Schelfeise das Abfließen von Gletschern und Eisströmen des sie speisenden Inlandeises beschleunigen.

### Larsen D
Das Gebiet Larsen D erstreckt sich im Anschluss an Larsen C von der Gipps Ice Rise im Norden bis zur Smith-Halbinsel im Süden. Der Küstenverlauf dieses langgestreckten Bereichs ist nicht mehr konkav, der Schelfeisrand stößt wenig über den 60. Längengrad vor. Das Eisschelf Larsen D hatte 1966 eine Ausdehnung von knapp 22.000 km²; 2000 nahm es nahezu die gleiche Fläche ein und zeigte zwischenzeitlich keinen Rückgang. Es hat die längste und dem Südpol nächste Front, der überall festes Meereis anliegt. 2009 dehnte sich das Schelfeis von Larsen D bis etwa 22.600 km² aus und zeigte damit als einziges der Eisschelfe an der Antarktischen Halbinsel im Beobachtungszeitraum keinen Rückzug.
Derzeit wirken die verschiedenen antarktischen Eisschelfe noch als eine Art Sperrmauer, die das Abfließen antarktischer Eismassen ins Meer stark bremst. Das komplette Abschmelzen der Antarktischen Halbinsel hätte theoretisch einen globalen Meeresspiegelanstieg von bis zu 20 Zentimetern zur Folge. Im gesamten antarktischen Eisschild ist Wasser für einen theoretischen globalen Meeresspiegelanstieg von rund 58 Metern gebunden.

## Sonstiges
Das Abbrechen des Larsen-Schelfeises wird auch im Endzeit-Film The Day After Tomorrow erwähnt.